# Days of Memories 〜彼と私の熱い夏〜
『Days of Memories 〜彼と私の熱い夏〜』（デイズ・オブ・メモリーズ かれとわたしのあついなつ）は、2005年からSNKプレイモアが携帯端末向けに配信している恋愛シミュレーションゲームのシリーズ『Days of Memories』の第4弾。この作品は2006年11月1日より配信開始。iモード、EZweb、Yahoo!ケータイそれぞれで配信されている。 
ほとんどの『Days of Memories』シリーズが男性向けストーリーで男性が主人公、攻略対象が女性キャラクターであるが、この作品のみ主人公は女性で攻略対象キャラクターが男性キャラクターとなっており、女性向けストーリーとなっている。 
イラストレーターはKagero（薄葉カゲロー）。シナリオはブリューナク。
また、本作と次作『Days of Memories 〜恋はグッジョブ!〜』、次々作『Days of Memories 〜純白の天使たち〜』を収録したニンテンドーDS用ソフト『Days of Memories 2』が2008年4月24日に発売されている。 
なお、『Days of Memories〜彼と私の熱い夏〜』は架空都市・江坂を舞台にしたパラレルワールドである。

## ストーリー
舞台は200X年7月1日、架空都市・江坂の私立雷門学園（高等学校）。主人公は高校2年生の女の子。
勉強と習い事にと楽しい学園生活を過ごしているが、恋愛にはまるで関心が無いため、親友から「もったいない!」と嘆かれている。
もうすぐ夏休みを迎える主人公の周りには素敵な男性がいっぱい。
近所に住むお兄さんの草薙京。
同じクラスのおぼっちゃまのアッシュ・クリムゾン。
3年生のミステリアスな幼馴染のK'。
1年生の美少年・転校生のロック・ハワード。
バスケ部のステキな体育教師のテリー・ボガード。
主人公が通う空手道場の師範のリョウ・サカザキ。
パパの会社のアメリカ支社からやってきたアルバ・メイラ。
親友が熱狂的ファンなベーシストの八神庵。
彼等との触れ合いの中で、主人公に新たなる気持ちが芽生えていく。この夏は誰と過ごし、そして…誰の側にいることを主人公は望むのだろうか?
切なくて甘い17歳の夏が始まる。

## 概要
この作品は、SNK及びSNKプレイモア作品のキャラクターが登場するパラレルワールドで、定められた日数内に主人公が登場キャラクターたちと交流し、恋愛を成就することを目的とした恋愛シミュレーションである。
主人公が1日に2回だけフィールドマップから目的地、または目的のキャラクターのいる場所を選ぶシステムを採用している。また、場面移動の時間でも選択肢によっては固定イベントが発生する。基本は正しい選択肢を選び、好感度を上げて恋愛に発展させていくが、間違った選択肢を選ぶとバッド・エンディングを迎える。

## 登場キャラクター

### 攻略対象キャラクター
草薙京
19歳。清嶺大学2回生。主人公の近所のお兄さん。
八神庵
19歳。清嶺大学2回生。ライブハウスに出没するベーシスト。
K'
18歳。雷門学園3年生。主人公の幼馴染。
アッシュ・クリムゾン
17歳。主人公の同級生。帰国子女で学園一のおぼっちゃま。
テリー・ボガード
35歳。雷門学園に赴任してきた体育教師。バスケ部のコーチにもなる。
ロック・ハワード
16歳。雷門学園の転校生。影でファンクラブが結成されている。
リョウ・サカザキ
23歳。近所の極限流道場の師範。
アルバ・メイラ
22歳。父親の会社のアメリカ支社の後輩。1ヶ月だけ主人公の家で居候することとなる。

### その他のキャラクター
朝永カオリ
私立雷門学園2年生。主人公の親友。
矢吹真吾
草薙京の後輩。彼の弟子だと言い張っているが実際はパシリ。エンディングも用意されている。
マキシマ
町の不良でK'の親友。エンディングも用意されている。

## その他
シナリオに各キャラクターの原作の設定を取り入れており、主にその設定がシナリオに重要な要素として絡んでゆく場合が多い。
携帯版はゲームをプレイする際に通信を行う必要がある。
各携帯サイトで各キャラクターとのエンディング後の後日談が、ショートストーリー小説として配信されている（描き下ろしの1枚絵あり）。